# أييلو دي مالفيريت
أييلو دي مالفيريت (بالإسبانية: Aielo de Malferit)‏ هي municipality of Spain تقع في إسبانيا في وادي البيضاء. يقدر عدد سكانها بـ 4,637 نسمة ومساحتها 27 كم2 وترتفع عن سطح البحر 282 متر.

## أعلام
- إيفانا أندريس
- نينو برافو